# Notre-Dame de Bellaigue
Das Kloster Notre-Dame de Bellaigue ist ein Benediktinerpriorat in Frankreich. Es liegt in der Gemeinde Virlet im Département Puy-de-Dôme, Region Auvergne, 10 Kilometer westlich von Montaigut-en-Combraille und 25 Kilometer südlich von Montluçon. Die ehemalige Zisterzienserabtei ist dem Patronat Unserer lieben Frau geweiht.

## Geschichte
Das Kloster wurde auf der Grundlage eines um 950 errichteten Priorats der Benediktinerabtei Menat im Jahr 1137 von Zisterziensermönchen als Tochterkloster von Kloster Montpeyroux, einer Tochtergründung der Abtei Bonnevaux aus der Filiation von Cîteaux gestiftet. Ob die Gründung der Zisterzen Féniers im Cantal (so Association Bellaqua) oder Aiguebelle (so Peugniez und verschiedene andere Quellen wie Dimier) von Bellaigue ausging, ist ungewiss. Das Kloster erhielt Zuwendungen insbesondere der Herren von Montluçon und der Bourbonen. Der Niedergang der Abtei begann im 14. Jahrhundert. Das Kloster fiel in Kommende. Nachdem große Teile der Gebäude 1689 abgebrannt waren, wurde das Kloster im Jahr 1700 wiederaufgebaut. Nach der Klosteraufhebung in der französischen Revolution um 1791 wurde die Abteikirche lange Zeit als Scheune benutzt, 1880 stürzten die Gewölbe ein. Seit 1966 wurde die Kirche wiederhergestellt und im Jahr 2000 besiedelten Benediktiner das Kloster neu.
Die Mönche der Abtei Bellaigue feiern die Liturgie im traditionellen römischen Ritus, sie fühlen sich der Priesterbruderschaft St. Pius X. verbunden, und die Abtei gehört keiner benediktinischen Kongregation an. Im September 2008 übernahm die Abtei Notre-Dame de Bellaigue nach längeren Verhandlungen das ehemalige Kloster Reichenstein der Prämonstratenser in Kalterherberg in der Eifel als Tochtergründung.

## Bauten und Anlage

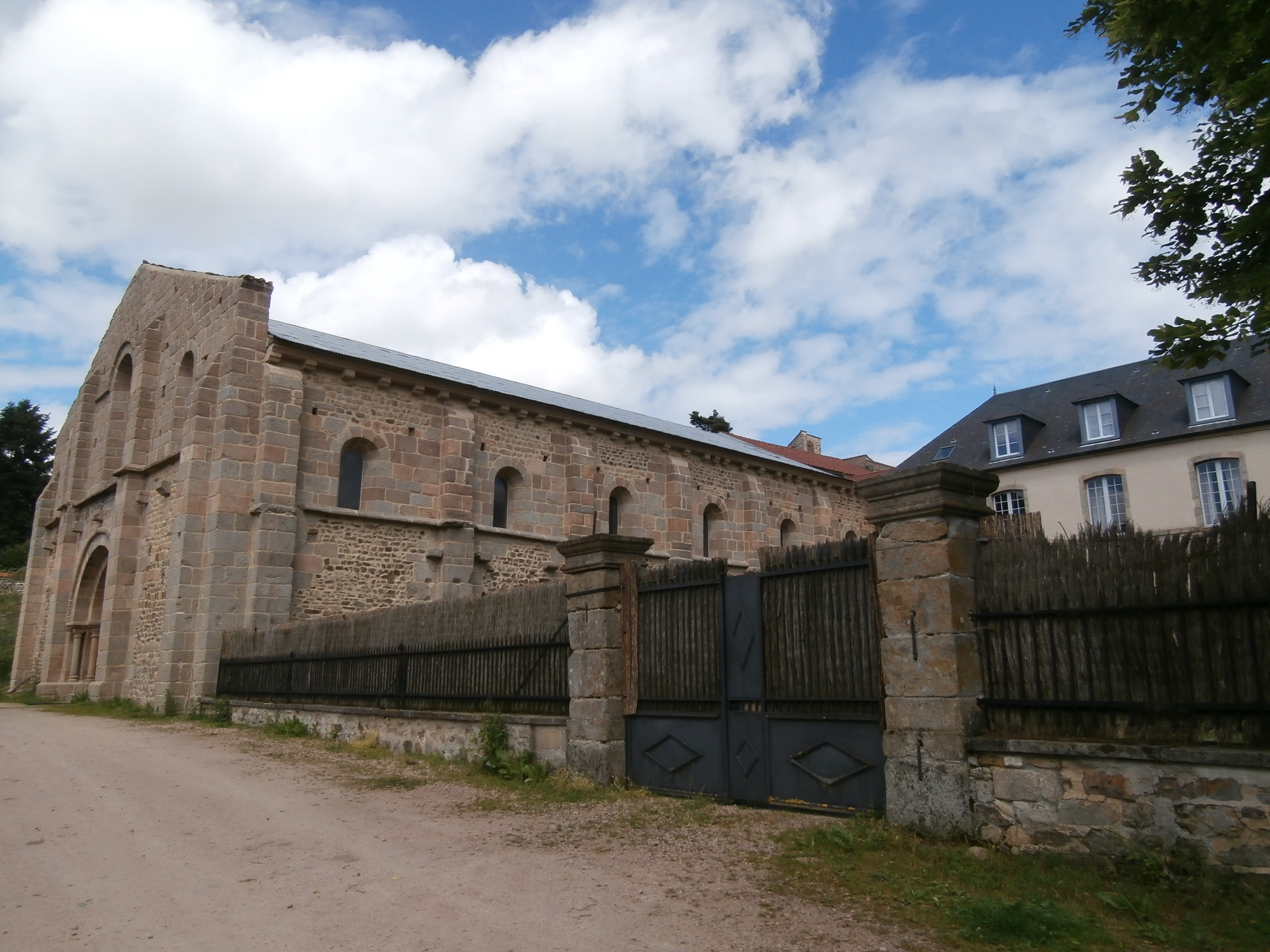
Spätromanische Klosterkirche

Die im Übergangsstil erbaute, 45 Meter lange und 15 Meter hohe Kirche stammt aus dem 12. Jahrhundert (Westteile um 1140). Sie weist ein dreischiffiges Langhaus mit burgundischem Gewölbe, großen Arkaden mit von Halbsäulen flankierten Rechteckpfeilern zu sieben Jochen, ein breites Querhaus und einen runden Chor zwischen vier verfallenen, halbrund geschlossenen Nebenapsiden auf. In der Kirche befinden sich die Grabmäler von Archambault VIII. von Bourbon und seiner zweiten Gemahlin Béatrix de Montluçon. Die dreigeteilte, zweistöckige Fassade weist ein großes rundbogiges Portal und drei rundbogige Fenster auf. Die unzugänglichen Konventsgebäude im Süden der Kirche weisen eine Galerie des Kreuzgangs aus dem 17. Jahrhundert auf und schließen den Kapitelsaal, das Refektorium, die Küche und im Obergeschoss die Zellen ein. Die Klosterkirche wurde 1922 als Monument historique (historisches Denkmal) klassifiziert. Die Fassaden und Dächer der anderen Gebäude, sowie die Galerie des Kreuzgangs, die Haupttreppe, der Kapitelsaal und die Zelle des Priors wurden 1980 in das Zusatzverzeichnis der Monuments historiques eingetragen.